# Patrónit
Patrónit ist ein selten vorkommendes Mineral aus der Mineralklasse der Sulfide und Sulfosalze. Es kristallisiert im monoklinen Kristallsystem mit der chemischen Formel VS4 und bildet Aggregate aus säulenartigen Kristallen von dunkelgrauer Farbe.

## Etymologie und Geschichte
Patrónit wurde erstmals 1906 von Donnel Foster Hewett in der Typlokalität Minas Ragra bei Cerro de Pasco in Peru gefunden. Das Mineral ist nach dem peruanischen Metallurgen Antenor Rizo-Patrón benannt.

## Klassifikation
In der Systematik nach Strunz wird Patrónit bei den Sulfiden und Sulfosalzen klassifiziert. In der 8. Auflage bildete er eine eigene Untergruppe der nichtmetallartigen Sulfide. In der 9. Auflage wird es den Metallsulfiden mit einem Verhältnis von Metall zu Schwefel von größer 1:2 zugeordnet. 
In der Systematik der Minerale nach Dana bildet Patrónit eine eigene Untergruppe der Sulfide mit verschiedenen Formeln.

## Bildung und Fundorte
Patrónit bildet sich in Klüften, die sich in Schiefergestein gebildet hatten und die mit asphaltähnlichem Kohlenwasserstoff gefüllt sind. Dabei ist es mit verschiedenen anderen Vanadium-Mineralen vermischt. Es ist häufig stark mit Schwefel, Kohle, Ton und Bravoit vergesellschaftet. Weitere vergesellschaftete Minerale sind Pyrit, Minasragrit, Stanleyit, Dwornikit und Quarz. 
Patrónit ist fast ausschließlich aus der Ragra-Mine in Peru bekannt. In diesem größten bekannten Vorkommen an Vanadiumerzen ist Patrónit eines der Haupterze. Weitere Vorkommen sind nur noch aus der Tsumeb Mine in Namibia bekannt.

## Kristallstruktur
Patrónit kristallisiert im monoklinen Kristallsystem in der Raumgruppe I2/c (Raumgruppen-Nr. 15, Stellung 8), den Gitterparametern a = 6,78 Å, b = 10,42 Å, c = 12,11 Å und β = 100,8° sowie acht Formeleinheiten pro Elementarzelle.

## Verwendung
Patrónit war lange Zeit die wichtigste Quelle zur Gewinnung von Vanadium. Inzwischen wurde es aber von Magnetit-Erzen abgelöst, aus denen Vanadium als Nebenprodukt gewonnen werden kann. 